# تاریک و تیره تر
تاریک و تیره تر یک بازی چند نفره تاریک فانتزی و نبرد رویال است که از طرف استودیوی کره جنوبی آیرون میس ساخته شده است.  تاریخ انتشار این بازی انتظار می رود که در ماه چهارم میلادی سال ۲۰۲۳ باشد. 

## گیم پلی
تاریک و تیره تر یک بازی با سبک تیراندازی اول شخص در سیاه چاله خزنده بتل رویال می باشد که در سبک غیر واقعی تاریک قرون وسطایی طراحی گردیده شده. این بازی عناصر گوناگونی از بازی‌های نظیر سیاه چال ها و اژدهایان گرفته تا بازی‌های ویدئویی نوینی همچون روز-زد و پابجی: بتل گراندز را بهم وصل می‌کند. ناحیه قابل بازی نقشه با توسعه پیدا کردن این بازی مسابقه به آرامی از اندازه آن آرام می گردد و بازیکنان ناچار می شوند که با یکدیگر برخورد نمایند. زنده ماندن در یک مسابقه به بازیکنان این امکان را می دهد که برای مسابقات آتی دزدی کنند.

## مسائل حقوقی
در تاریخ ۲۴ مارس ۲۰۲۳ استودیوی بازی سازی کره جنوبی نکسان اخطار نامه توقف این بازی را به آیرون میس صادر کرد تا توسعه این بازی را متوقف نماید که ادعا می نمود دارایی‌های بازی دزدیده شده از یک بازی لغو شده نکسان به اسم «پی۳» نام برده می‌شود. اینگونه بیان می شود که بخشی از تیم توسعه ۲۰ نفره مهم پی۳ تاکنون روی تاریک و تیره تر مشغول فعالیت هستند آیرون میس هرگونه تخلف را نادیده می گیرد و به ترویج و عمومی سازی پلی تست ادامه می دهد.
در تاریخ ۱۴ آوریل ۲۰۲۳ آیرون میس یک تست عمومی رایگان بازی را گزارش داد. بازی باید با استفاده از بیت تورنت قابل دانلود باشد، چون بازی «تاریک و تیره تر» از مسیر های توزیع سنتی همانند فروشگاه آنلاین بازی استیم حذف گردیده.